# Љорије (Равена)
Љорије (итал. Glorie) је насеље у Италији у округу Равена, региону Емилија-Ромања.
Према процени из 2011. у насељу је живело 1306 становника. Насеље се налази на надморској висини од 6 м.